# 難波一甫流
難波一甫流（なんばいっぽりゅう）とは、難波一甫斎久永が開いた柔術を表芸とする武術の流派である。

## 歴史
流祖は難波一甫斎久永である。
難波一甫流捕縄術の伝書には大和国の人と記されている。広島藩の伝書には尾張国の熱田神宮神主の粟田数馬の子孫であると書かれている。
竹内流の書籍によると難波一甫斎は竹内流三代目の竹内久吉（1603～1671）の門人で竹内流免許であったとされている。
しかし、伝書には竹内久吉の生まれた年と同じ1603年（慶長8年）の日付で難波一甫斎から前原七太夫元網に伝わったことが記されており、実際の創流の年代は不明である。
萩藩の閥閲録によると難波の弟子の前原七太夫元網については萩藩士で300石であったと記されている。

### 広島藩の系統
1626年（寛永3年）に前原七太夫から伝承した萩藩の浪人である福原九郎兵衛元方が広島藩に来て難波一甫流を教えた。
福原九郎兵衛については広島藩に来る前の1623年（元和9年）に山口の町奉行を務めていたことが分かっている。
1636年（寛永13年）に福原九郎兵衛から三河国の佐久間半右衛門に伝わった。
1648年（正保5年）に佐久間半右衛門から矢野次郎右衛門に伝わって以降、矢野家で代々伝承されるようになった。
1724年（享保9年）矢野新右衛門清忠が広島藩の番組に抱えられ門生の教育を命じられて以降盛んになった。
広島藩の柔術は難波一甫流の他に関口流や森島求馬の渋川流などが学ばれていた。柔術は近世後期になると町民や農民の間にも普及していったが、特に安芸国南部では難波一甫流が大きな勢力を持っていた。
幕末の広島藩難波一甫流では沼田郡阿戸村の宇高専三郎直次（有馬専三郎直次）が著名であった。同地で難波一甫流と書を指導した宇高宗助から免許を授けられ宇高宗助の死後に宇高姓を継いだ。また、宇高専三郎は小室富右衛門からも難波一甫流を学んだ。宇高専三郎は藩命で農兵を訓練しており門人は約1500人いた。
幕末の拳骨和尚として名高い武田物外は、広島藩の指南役であった高橋猪兵衛満政の門弟であり、難波一甫流を基礎にして不遷流柔術を開いた。また、幕末に首藤蔵之進満時が澁川流柔術と難波一甫流を学び渋川一流を開いた。渋川一流は現在まで広島に伝わっている。
上述のように広島藩では広く普及した流儀であり、現在も、広島市に所在する慈光寺に奉納額が掲げられている他、江田島市にある八幡神社に難波一流の奉納額が掲げられているなど多くの修行者がいたことがうかがえる。

## 技法
系統によって内容が異なる。
柔術、剣術、槍術、棒、長刀術、十手、分銅鎖などを伝えていた。

### 捕手腰廻之事
多くの系統に見られる難波一甫流の目録である。
この目録は忽離之事から始まる腰廻と五ヶ条の捕手であり、源流の竹内流捕手腰之廻小具足の初期技法に近い内容であった。

### 広島の系統
広島に伝わった難波一甫流は系統によって形の表記が異なっているが、有馬専三郎系の形は下記の通りである。
組打之事にある沓形・四留・切掛・見飛・込入・籰などの形は、分派の渋川一流にも同様の名称の形が存在する。
組打之巻
捕合之事
捕合ナゲ、打込、シヅミ、ウツリ、ネヂイ（左右）、ヘンネヂ（左右）、手鍔、テツバヘン、デモギ、両手（左右）
立相之事
イキスリ、向トリ（左右）、沈（左右）、コツホ、四方ノ向、四方両腰、四手ノヲリ、クツカタ、モキ、ワク、サシコミ
丸身之事
ワシノヲトシ、一生イチカイ、大腰、四手崩、ユキスリ、向トリ、シヅミ
組打之事
沓形、四留、切掛、見飛、取組、込入、込相、袖摺、額附、衣帔、切込、脇込、附相、落羽、巻返、籰
居合拾方
向トリ、手ツバ、ヌキツケ、ケコミ、スリコミ、ウシロツメ、リウコツツメ、サカカタナ、ツカトメ、サウシヤトリ
詰合之事
ハシラツメ、アオリツメ、イコミツメ、コトリツメ、フロツメ、ホウツメ、七人ツメ
當之事
上段之當、下段之當、息合之當、嵐之當、キリン之當、ツリカネ當、コントウ之當、コツホノアタリ
枕鑓之事
上段、中段、下段、マボロシ、上三角、下三角、左右、フセヤリ、ハリコミ、引ヲトシ、手トメ、シハク、セツコウ、マキステ
剣術之巻
腰廻之事
初脇指、横刀、柄破、退身、追座敷、鐺返、向返
兵法表大剣事
巻切玉簾、一見、附合、乱切、洞入、右剣、左剣
裏
車、大嵐、燕飛、巻打、色越、寸志海、連打
高波剣
無上剣
小剣之事
眞十文字、替身、獅子洞入、樊噲籠心、挫、長短一見、拂子剣、大極
銕剣之事
抜打、巻崩、柄落、盡切、乱躰、打返
銕剣之事裏
向返、引落、大波、小波、瀬車、打巡、對切
鑓折棒の事
引棒、突棒、向棒、手留、余舟、五筒、拂筒、二方搦

### 九州の難波一甫流捕縄術
九州に伝わった難波一甫流の捕縄術を伝える系統である。
系統によって形名の表記が異なる。
上甑島（鹿児島県薩摩川内市）の鞍馬楊心流柔術に伝わる捕縄術は、この系統から派生したものである。
捕縄術
七曜、火責、二重菱之事、番不入之事、不動加羅縛、胴搦之事、括索之事、手組縄之事、真之胴之事、六道縄之事、早縄之事、天狗縄之事、淋縄之事、手襁縄之事、口伝
随意縄之事
剣菱之事、早縄、國越渡縄之事、加羅縛之事、括縄之事

## 系譜

### 広島藩の系統
広島藩の資料では前原七太夫久の名前を久永、福原九郎兵衛の名前を元網、佐久間半右衛門を元方としている。しかし、長州藩のいくつかの資料によると実際は前原七太夫久の名前が元網で福原九郎兵衛の名前は元方である。
矢野徳十郎までの系譜
- 難波一甫斎久永
- 前原七太夫久永
- 福原九郎兵衛元綱
- 佐久間半右衛門元方
- 矢野次郎右衛門清方
- 矢野長右衞門清政
- 矢野新右衞門清忠
- 矢野徳十郎清次

矢野徳十郎以降の系譜
- 矢野徳十郎清次
  - 矢野春蔵清良
    - 藤井源二左衛門主好
      - 矢野徳三郎
        - 小室善右衛門利用
          - 小室富右衛門利忝
            - 有馬平五郎直行（宇高の弟子）
            - 有馬専三郎直次（宇高の弟子）

        - 宇高宗助直常
          - 有馬平五郎直行（小室にも師事）
          - 有馬専三郎直次（平五郎の子で宇高宗助の弟子、宇高専三郎）
            - 宇高是一直之
            - 田村順三郎直忠
            - 下前九郎本相
              - 野田三代吉

            - 斎藤恒䄆
            - 中井實右衛門

  - 小室伊太夫

流祖からの伝系不明
- 大下甚八
  - 大下尺吉（甚八の長男）
  - 大下形次郎（甚八の次男）
- 高橋猪兵衛尉満政
  - 武田物外（不遷流を開く。）
- 宮崎儀右衛門満義
  - 首藤蔵之進満時（渋川一流を開く。）

### 長州藩の系統
吉川六左衛門は1622年（元和8年）に前原七太夫から伝承している。
- 難波一甫斎久永
- 前原七太夫元綱
- 吉川六左衛門尉家直
- 杉岡七郎兵衛尉正重
- 桂喜兵衛尉貞勝
- 井下新兵衛尉房常
- 香川典膳[5]

### 九州の系統
- 難波一甫斎藤原久長（大和国）
- 小笠原七兵衛（山城国）
- 岩部五郎兵衛（肥前国）
- 松尾勝慶（肥前国）
- 内藤七兵衛
- 石橋源左衛門
- 松村佐兵衛

流祖からの伝系不明
- 星野和左衛門宗貞（下野国）
  - 鎌田藤太藤原春信（摂津国）

## 史跡
難波一甫流 父甚八傳 大下形次郎先生記念碑
広島県広島市佐伯区五日市町大字石内（株式会社大江石油の横）
1902年6月（明治35年）に建てられた難波一甫流師範の大下形次郎の記念碑である。
難波一甫流は五日市町で盛んであり、大下形次郎はこの付近を代表する使い手で良き指導者であった。